# Джафаров, Керим Исламович
Керим Исламович Джафаров (род. 29 марта 1952, Грозный) — советский и российский горный инженер, инженер-механик, доктор технических наук, профессор, историк нефтяной и газовой промышленности, академик РАЕН (2010).

## Биография
Учился в школах № 22 и 57 города Грозного, с 1959 −1969 г.
В 1970—1972 годах служил в советской армии. Учился в Грозненском нефтяном институте имени академика М. Д. Миллионщикова (ГНИ) в 1972—1977 годах. Работал на грозненском машиностроительном заводе «Красный молот» (1977—1979 годы).
С 1979 по 1993 работал в ГНИ преподавателем. В 1990—1993 годах был заведующим кафедрой «Машины и оборудование нефтяных и газовых промыслов».
- Защитил кандидатскую диссертацию на тему «Малоцикловое разрушение верхней части бурильной колонны при спуско-подъемных операциях» в 1988 году.
- Защитил в 1999 г. докторскую диссертацию на тему «Становление и развитие нефтепромыслового дела на Северном Кавказе».

С 2016 года заведующий базовой кафедрой «Газовые технологии и ПХГ» РГУ нефти и газа (НИУ) имени И. М. Губкина.
Работает в ООО «Газпром ВНИИГАЗ» с 1993 года. Ведущий научный сотрудник (1993—2000), начальник лаборатории (2000—2007), главный научный сотрудник (с 2007).

## Награды и звания
- 2010 — избран действительным членом (академиком) Российской Академии Естественных Наук (РАЕН).
- 2012 — награждён премией имени Н. К. Байбакова Международной топливно-энергетической ассоциации.
- 2017 — награждён медалью Российского газового общества.
- 2019 — решением Президиума РАЕН награждён почетной серебряной медалью В. И. Вернадского, за высокие научные достижения.
- 2020 — Научно-техническим обществом нефтяников и газовиков присуждена премия имени И. М. Губкина.

## Научные труды
Автор более 115 публикаций, в том числе четырёх книг и четырёх изобретений.
- Гужов А. И., Джафаров К. И., Симонянц Л. Е. 70 лет Грозненскому нефтяному институту //Нефтяное хозяйство. −1999. — № 6. — С.60 — 62.
- Джафаров К. И., Джафаров А. К.110 лет Грозненской нефтяной промышленности
- Джафаров К. И., Джафаров А. К. История керосинового дела. — М.ОАО «ВНИИОЭНГ», 2006. — 84 с.
- Джафаров К. И. Нефть, газ и национальные интересы России // Бурение и нефть. — 2007. — № 4. — С.52-54.
- Джафаров К. И.,Джафаров А. К. Российские нобелевские премии по добывающей и обрабатывающей нефтепромышленности // Транспорт и хранение нефтепродуктов и углеводородного сырья. — 2009. — № 1. — С.13-18.
- Самсонов Р. О., Джафаров К. И. История газового дела: историко-технический очерк, — М.: Газпром ВНИИГАЗ, 2009. — 200с. (ISBN 978-5-89754-054-9)
- Джафаров К. И., Джафаров Ф. К. История грозненских нефтяных промыслов: Учеб. пособие. — М.: ООО «Газоил пресс», 2010. — 384 с. (ISBN 978-5-87719-070-2).
- Джафаров К. И., Джафаров А. К. Керосин: Учеб. пособие. — М.: ООО «Газоил пресс», 2012. — 160с. (ISBN 978-5-87719-060-3).
- Джафаров К. И. Грозненской нефтяной промышленности 130 лет (1893—2023 гг.). — М.: Буки Веди, 2023. — 664 с. (ISBN 978-5-4465-3842-3).